# Ali (rapper)
Ali Jones, noto semplicemente come Ali (Saint Louis, 13 luglio 1971), è un rapper statunitense.

## Biografia
Fondatore del gruppo St. Lunatics di Saint Louis, che include anche Kyjuan, Murphy Lee, Nelly, ed il fratello di quest'ultimo, City Spud, attualmente incarcerato.
Ali si può definire come il leader non ufficiale dei St. Lunatics.  Nato e cresciuto a St. Louis, da padre musulmano e madre cattolica, si interessa al rap sin da bambino, componendo il suo primo brano ad 8 anni. Dopo aver studiato in una scuola di stampo cristiano a St. Louis, cade nel giro dello spaccio, che lascerà solo dopo la morte di un amico.
Frequenta il Morris Brown College di Atlanta, poi torna nella sua città natale a metà anni novanta, costituendo una crew con gli amici Nelly e Kyjuan, Slo-Down, City Spud e Murphy Lee. La prima realizzazione del gruppo è il singolo autoprodotto Gimme What You Got, che ottiene un consistente successo locale, tanto da far guadagnare ai St. Lunatics l'ingresso nella Universal Records.
Ali, dopo le buone prove offerte con il suo gruppo, nel 2002 realizza da solista l'album d'esordio, intitolato Heavy Starch. Il primo singolo, Boughetto, è in collaborazione con Murphy Lee e il produttore Wally, che ha già partecipato a #1 con Nelly.
Ali è anche il presidente dell'etichetta di Nelly, Derrty Entertainment.

## Discografia

### Album in studio
- 2002 - Heavy Starch

### Singoli
- 2000 - Breathe In, Breathe Out (feat. St. Lunatics)
- 2002 - Boughetto

Come artista ospite
- 2002 - Air Force Ones (Nelly featuring Kyjuan, Murphy Lee and Ali)
- 2005 - Grillz (Nelly featuring Paul Wall, Ali & Gipp)